# Васильєв Володимир Вікторович
Володимир Вікторович Васильєв (рос. Влади́мир Ви́кторович Васи́льев; нар. 18 квітня 1940, Москва, Російська РФСР) — радянський і російський артист балету, хореограф, педагог, Народний артист СРСР (1973). Чоловік і постійний сценічний партнер Катерини Максимової.

## Біографія
У 1958 році закінчив Московське хореографічне училище за класом М. М. Габовича.
26 серпня 1958 став солістом балетної трупи Большого театру, де пропрацював понад тридцять років.

## Творчі здобутки
Дебютував у 1959 році в партії Данила («Кам'яна квітка» Прокоф'єва), рік по тому став першим виконавцем ролі Іванушки в балеті Родіона Щедріна «Коник-Горбоконик». Досконало оволодівши мистецтвом танцю, за роки кар'єри Васильєв станцював практично всі провідні партії класичних та сучасних балетів, серед яких — Базиль («Дон Кіхот» Мінкуса, 1961), Петрушка (однойменний балет Стравінського, 1964), Лускунчик (однойменний балет Чайковського, 1966), Спартак (однойменний балет Хачатуряна, 1968; Ленінська премія за 1970), Ромео («Ромео і Джульєтта» Прокоф'єва, 1973), принц Дезіре («Спляча красуня» Чайковського, 1973) та багато інших. Виступав також в балетах закордонних постановників  — Ролана Петі, Моріса Бежара, Леоніда Мясіна. Васильєв створив яскраві, образи, що запам'ятовуються, найчастіше пропонуючи нове їх прочитання. Артист володіє високою технікою танцю, даром пластичного перевтілення і великою акторською майстерністю.
З 1971 Васильєв працював хореографом, поставив низку балетів на радянській та закордонній сцені, а також телебалети «Анюта» і «Дім при дорозі» на музику В. А. Гаврилина. Знімався у фільмах-балетах. У 1982 закінчив балетмейстерське відділення ГІТІСа, в 1982—1995 викладав там же хореографію.
Пише картини. Десять персональних виставок його живописних робіт пройшли у Москві, Санкт-Петербурзі, Пермі та інших містах.
Пише вірші. У 2001 році в Москві була опублікована збірка його віршів рос. «Цепочка дней».

## Фільмографія
- «„Юнона“ та „Авось“» (1983, телеверсія рок-опери Театру Ленком; хореограф)
- «Чаплініана» (1987, фільм-балет; художній керівник)
- «І залишилося як завжди недомовлене щось…» (1990, документальний; сценарист)

Акторські роботи:
- «СРСР із відкритим серцем» (1961, фільм-концерт; соліст; реж. В. Катанян, Л. Крісті)
- «Казка про Горбоконика» (1962, Іванушка; реж. А. Радунський, З. Тулубьєова)
- «Москва в нотах» (1969, музичний телефільм)
- «Викрадення» (1969, камео)
- «Поручик Кіже» (1969, фильм-спектакль, головна роль)
- «Трапеція» (1970, фільм-балет; Арлекін)
- «Ромео та Джульєтта» (1974, відеозапис балетної вистави; Ромео)
- «Спартак» (1977, фільм-балет; Спартак)
- «Кам'яна квітка» (1978, Данило; спектакль ДАБТ СРСР, відеозапис)
- «Лускунчик» (1978, Лускунчик-принц; спектакль ДАБТ СРСР, відеозапис)
- «Жиголо і Жиголетта» (1980, Сід Котмен)
- «Великий балет» (1980, фільм-концерт)
- «50 років Театру ляльок Сергія Образцова» (1981, фільм-спектакль)
- «Ностальгія» (1980, на музику російських композиторів; соліст; також — хореограф)
- «Анюта» (1982, фільм-балет;Батько Анюти)
- «Травіата» (1983, фільм-опера; матадор; реж. Франко Дзефіреллі)
- «Фрагменти однієї біографії» (1985, на музику аргентинських композиторів; соліст; також — хореограф)
- «Дім при дорозі» (1985, на музику В. А. Гаврилина за поемою О. Твардовського; Андрій)
- «Фуете» (1986, Андрій Новіков / Майстер)
- «Гран па в білу ніч» (1988, музичний фільм)
- «Горбоконик» (1989, фільм-спектакль, казка-балет; Казкар)
- «Євангеліє для лукавого» (1992, фільм-ораторія; центральні ролі)

Режисер:
- «Макбет» (1980, фільм-балет; також — хореограф)
- «Ці чарівні звуки» (1981, фільм-балет; також — балетмейстер)
- «Світ Уланової» (1981, документальний; у співавт.)
- «Анюта» (1982, у співавт.; також — хореограф)
- «Я хочу танцювати» (1985, фільм-спектакль; також — хореограф)
- «Будинок біля дороги» (1985, на музику В. А. Гаврилина за поемою О. Твардовського; співрежисер О. Белінського)
- «Фуете» (1986, у співавт.; також — хореограф)

Документальне кіно:
- «Дует» (1973, фільм, присвячений творчості К. Максимової та В. Васильєва)
- «Катя і Володя» (1982, реж. Д. Делуш, Франція; фільм, присвячений творчості К. Максимової та В. Васильєва)
- «І залишилося як завжди недомовлене щось…» (1990, фільм, присвячений творчості К. Максимової та В. Васильєва)
- «Відображення» (2000, фільм про творчість В. Васильєва)
- «Володимир Васильєв. Великий балет» (2005, 4 серії)